# Oladélé Ajiboyé Bamgboyé

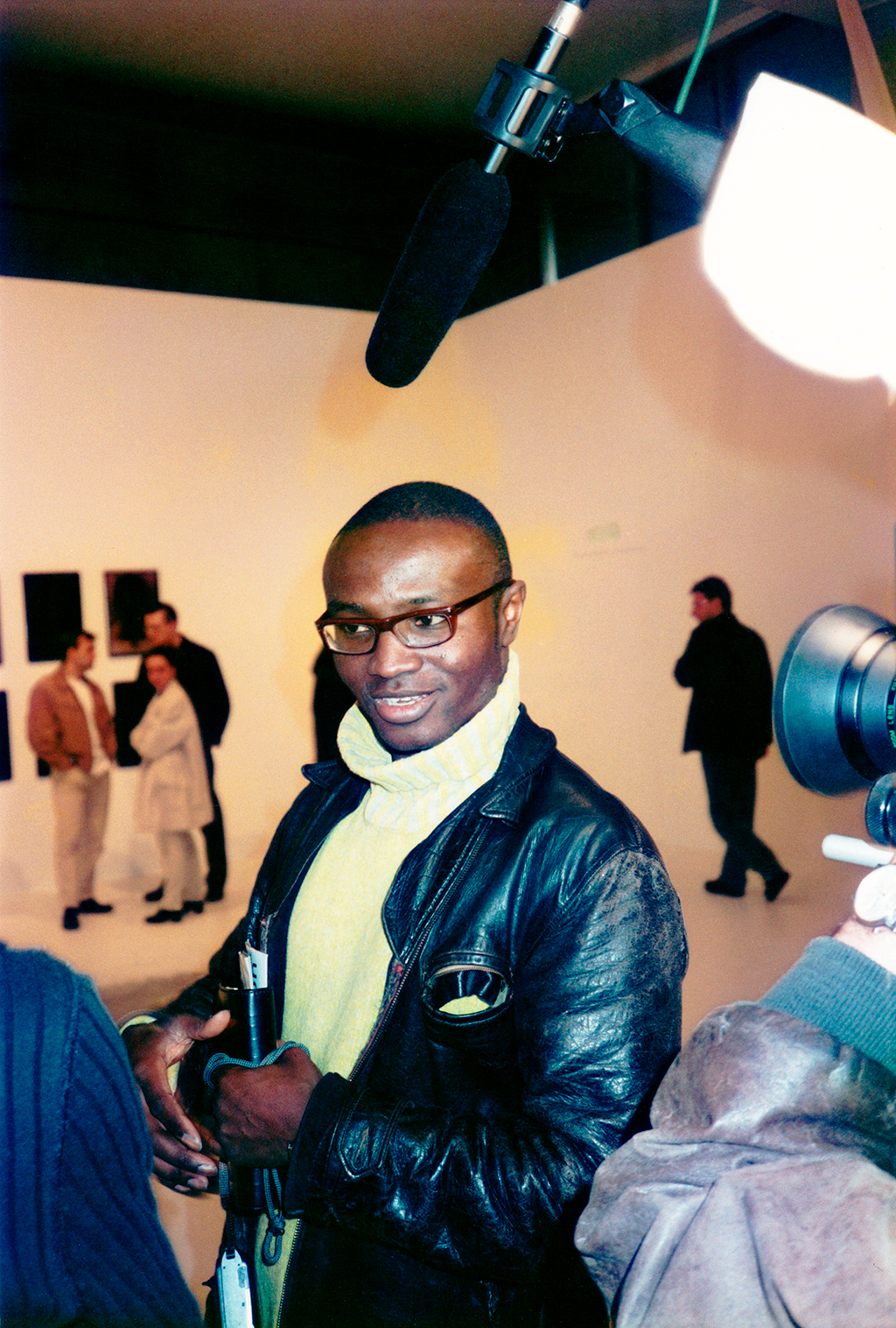
Oladélé Ajiboyé Bamgboyé

Oladélé Ajiboyé Bamgboyé (* 1963 in Odo-Eku im Bundesstaat Kwara) ist ein nigerianisch-britischer Multimedia-, Video- und Installationskünstler.

## Leben und Werk
Oladélé Ajiboyé Bamgboyé wurde 1963 in Nigeria geboren. Er studierte von 1981 bis 1985 in Glasgow Chemieingenieurwesen und von 1996 bis 1998 Medienkunst an der Slade School of Fine Art in London.

„Meine Arbeit wendet sich gegen jeden Versuch, auch weiterhin noch systematisch zu leugnen, daß es in Afrika jemals Errungenschaften gegeben hat oder heute gibt, die denen des Westens vergleichbar wären. Im Bereich der Kunst vertritt das westliche Establishment häufig Ansichten, die letztlich auf die Behauptung von der generellen intellektuellen Überlegenheit der zeitgenössischen Kunst des Westens hinauslaufen, und daran ändern auch alle gutgemeinten Bemühungen um politische und kulturelle Korrektheit nichts... Schaut man sich im Westen irgendeine Fernsehsendung über Afrika an, so wird man mit verschiedenen Graden des Voyeurismus konfrontiert. Wir bekommen nur tragische Phänomene vorgesetzt, man präsentiert uns nur Katastrophen, naturbedingte und von Menschen verursachte, und bewaffnete Auseinandersetzungen. Afrika ist weiterhin naturalisiert, ein armer Verwandter der entwickelten Welt. Was wir brauchen, sind positive und echte Bilder von Afrikas Materialität. Das ist genau die Materialität, die so oft plagiiert wurde. Afrika wurde von anderen, die sich seine Ressourcen anzueignen trachteten, regelrecht ausgeweidet, während die einzigen, die nichts von der Beute abbekamen, die Afrikaner selbst waren...
Meine Arbeiten wollen die antiquierten Ansichten über Afrika zu Fall bringen, indem sie Bilder anbieten, die zu den in den Massenmedien zu sehenden Bildern in Konkurrenz treten und sie in Frage stellen - eine Strategie, die meiner Ansicht nach nötig ist, um die Darstellung Afrikas zu normalisieren.“

Die Arbeiten Well without End (1994) und Homeward Bound (1995–1997) thematisieren Bamgboyés eigene Sicht auf Afrika.

## Ausstellungen (Auswahl)
- 1996: African Photographers 1940-present, Guggenheim Museum, New York
- 1997: 2. Johannisburg Biennale, Südafrika
- 1997: documenta X, Kassel
- 1998: Dakar Biennale, Senegal
- 2000: Witte de With, Rotterdam (Einzelausstellung)[4]
- 2001: Yokohama Triennale, Japan